# Bezold-Effekt

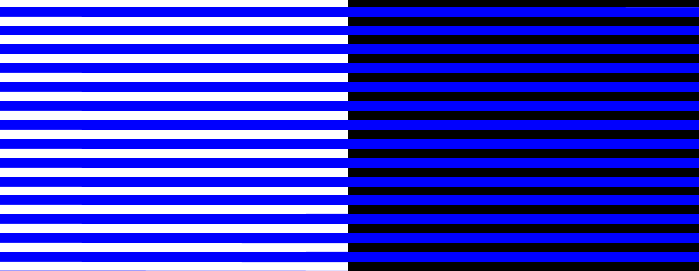
Hell und dunkel erscheinende Balken

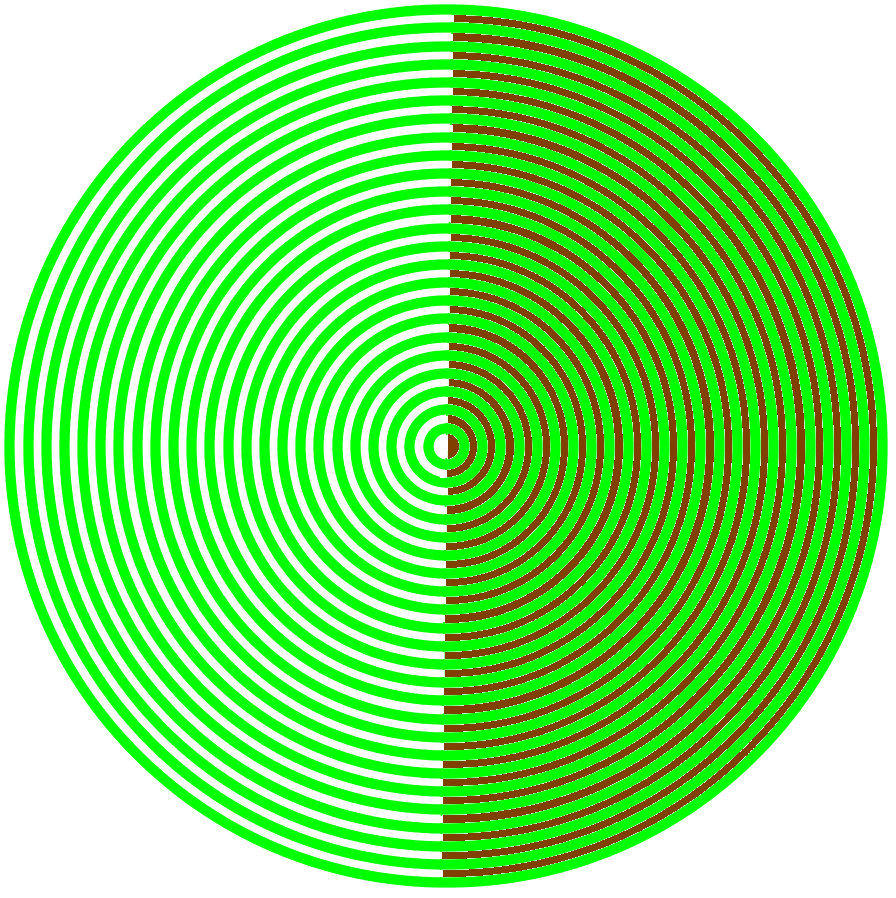
Hell und dunkel erscheinende Halbkreisbögen

Der Bezold-Effekt ist eine visuelle Wahrnehmungstäuschung und gehört damit zur Gruppe der optischen Täuschungen. Benannt wurde er nach seinem Entdecker, dem deutschen Physiker und Meteorologen Johann Friedrich Wilhelm von Bezold, der von 1837 bis 1907 lebte.

## Beschreibung
Bezold beschäftigte sich mit Farben in Abhängigkeit von ihren Nachbarfarben. Dabei fand er heraus, dass Farben im visuellen Cortex unterschiedlich wahrgenommen werden. Deutlich wird dieser Effekt dadurch, dass beispielsweise lineare oder bogenförmige Streifen einer bestimmten Farbe mit Streifen einer anderen Farbe (z. B. schwarz oder braun) abwechseln. Dieselben Farben sehen anders aus, sobald sie sich zwischen andersfarbigen Streifen befinden. Das Gehirn neigt dazu, Farben an ihre Nachbarfarben anzupassen, ein Phänomen, das auch als Assimilation bezeichnet wird.

## Beispiele
Im oberen Bild werden die blauen Balken in Kombination mit den weißen Zwischenräumen in der linken Hälfte heller wahrgenommen als mit den schwarzen Zwischenräumen in der rechten Hälfte.
Im unteren Bild erscheinen die grünen Kreisringe in der weißen Umgebung der linken Hälfte heller als in der braunen Umgebung der rechten Hälfte.